# Elías Pino Iturrieta
 (juin 2021).
Si vous disposez d'ouvrages ou d'articles de référence ou si vous connaissez des sites web de qualité traitant du thème abordé ici, merci de compléter l'article en donnant les références utiles à sa vérifiabilité et en les liant à la section « Notes et références ».
Elías Pino Iturrieta (né le 9 octobre 1944 à Maracaibo) est un écrivain, professeur et historien vénézuélien. Il est membre de l'Académie nationale d'histoire du Venezuela, qu'il a rejoint le 27 février 1997, son siège est le « N ». Il est directeur de l'Institut de recherche historique de l'université catholique Andrés-Bello depuis 1999. Il est diplômé de l'UCV en 1962 et a obtenu son doctorat au Colegio de México en 1969.

## Œuvres
- (es) La mentalidad venezolana de la Emancipación (1971), 2007 (ISBN 9789806741355 et 9806741358).
- (es) Contra lujuria, castidad: historias de pecado en el siglo XVIII venezolano, 1992 (ISBN 9789806273535 et 9806273532).
- (es) Ventaneras y castas, Diabólicas y honestas, 1993 (ISBN 9789802711949 et 9802711942).
- (es) Venezuela metida en cintura, 1988 (ISBN 9789802592111 et 9802592110).
- (es) La mirada del otro: Viajeros extranjeros en la Venezuela del siglo XIX, 1992 (ISBN 9789800711491 et 980071149X).
- (es) Ideas y mentalidades de Venezuela, 1998 (ISBN 9789802229208 et 9802229202).
- (es) Fueros, civilización y ciudadanía, 2000 (ISBN 9789802442416 et 9802442410).
- (es) País archipiélago, Venezuela, 1830-1858, 2001 (ISBN 9789806428287 et 9806428285).
- (es) Nada sino un hombre: Los orígenes del personalismo en Venezuela, 2007 (ISBN 9789803542269 et 9803542265).
- (es) El Divino Bolívar, 2016 (ISBN 9788416687329 et 8416687323).